# Thermoniphas kigezi
Thermoniphas kigezi är en fjärilsart som beskrevs av Henry Stempffer 1956. Thermoniphas kigezi ingår i släktet Thermoniphas och familjen juvelvingar. Inga underarter finns listade i Catalogue of Life.